# Пирамида на Хефрен
Пирамидата на Хефрен е по-малка от Хеопсовата пирамида, но по-голяма от тази на Микерин.
Тя е единствената, която все още има частично запазена оригиналната си мраморна облицовка. Подобно на останалите е построена от големи каменни блокове, тежащи средно 2 тона. Била е украсена с розов гранит, който сега вече не съществува.
Дължината на страната на основата на пирамидата е 215,5 m, а височината 136.4 m (оригиналният размер е 143.5 m). Наклонът ѝ е 53° 10'. Изградена е върху камък, на хълм, висок 10 m затова изглежда по-висока.